# IB 중등 교육 프로그램
IB 중등 교육 프로그램(IB Middle Years Programme)은 국제 바칼로레아에서 진행하는 교육프로그램이다.

## 교육 과정 프레임 워크
MYP에서 가르치는 과목은 8 과목 그룹으로 나뉜다.
- 언어 (학생의 최고의 언어 또는 학교 교육의 언어 일반적으로 영어)
- 언어 B (학생의 모국어)
- 인문학
- 과학
- 수학
- 예술
- 체육
- 기술
- 표선중학교